# Liste der Kulturgüter in Binningen
Die Liste der Kulturgüter in Binningen enthält alle Objekte in der Gemeinde Binningen im Kanton Basel-Landschaft, die gemäss der Haager Konvention zum Schutz von Kulturgut bei bewaffneten Konflikten, dem Bundesgesetz vom 20. Juni 2014 über den Schutz der Kulturgüter bei bewaffneten Konflikten sowie der Verordnung vom 29. Oktober 2014 über den Schutz der Kulturgüter bei bewaffneten Konflikten unter Schutz stehen.
Objekte der Kategorie A sind im Gemeindegebiet nicht ausgewiesen, Objekte der Kategorie B sind vollständig in der Liste enthalten, Objekte der Kategorie C fehlen zurzeit (Stand: 1. Januar 2023).

## Kulturgüter
| Foto |                                                                           | Objekt                                            | Kat. | Typ | Standort                             | Beschreibung |
| ---- | ------------------------------------------------------------------------- | ------------------------------------------------- | ---- | --- | ------------------------------------ | ------------ |
| ja   | Datei hochladen · Wikidata zu Holeeschlösschen (Q29677298)                | Holeeschlösschen KGS-Nr.: 01397                   | B    | G   | Bündtenmattstrasse 1 609926 / 265910 |              |
| ja   | Datei hochladen · Wikidata zu Schloss Binningen (Q2240295)                | Schloss Binningen KGS-Nr.: 01399                  | B    | G   | Schlossgasse 5 610241 / 265120       |              |
| ja   | Datei hochladen · Wikidata zu Sternwarte St. Margarethen (Q870437)        | Observatorium Sternwarte Binningen KGS-Nr.: 09001 | B    | G   | Venusstrasse 9 610892 / 265585       |              |
| ja   | Datei hochladen · Wikidata zu Landhaus im St. Margarethenpark (Q29677347) | Landhaus im St. Margarethenpark KGS-Nr.: 09105    | B    | G   | St. Margarethen 2 610798 / 265796    |              |
| ja   | Datei hochladen · Wikidata zu Haus Schmidt (Q29677270)                    | Haus Schmidt KGS-Nr.: 09138                       | B    | G   | Hölzlistrasse 15 609618 / 265121     |              |
| ja   | Datei hochladen · Wikidata zu Hofgut St. Margarethen (Q29677281)          | Hofgut St. Margarethen KGS-Nr.: 09929             | B    | G   | St. Margarethen 5, 6 610603 / 265839 |              |
| ja   | Datei hochladen · Wikidata zu St. Margarethenkirche (Q16266354)           | St. Margarethenkirche KGS-Nr.: 09930              | B    | G   | St. Margarethen 8 610608 / 265832    |              |
| ja   | Datei hochladen · Wikidata zu Ehemaliges Schulhaus (Q29677254)            | Ehemaliges Schulhaus KGS-Nr.: 12085               | B    | G   | Münsterplatz 2 610133 / 265391       |              |
| ja   | Datei hochladen · Wikidata zu Imhof-Haus (Q29677314)                      | Imhof-Haus KGS-Nr.: 12086                         | B    | G   | Schlossgasse 2 610227 / 265179       |              |
| ja   | Datei hochladen · Wikidata zu Katholische Heiligkreuz Kirche (Q29677330)  | Katholische Heiligkreuz Kirche KGS-Nr.: 12087     | B    | G   | Schlossrebenrain 11 610459 / 265380  |              |
| ja   | Datei hochladen · Wikidata zu Wohnhaus (Q29677376)                        | Wohnhaus KGS-Nr.: 12088                           | B    | G   | Holeerain 42 609966 / 265917         |              |
| ja   | Datei hochladen · Wikidata zu Ortsmuseum Binningen (Q27479831)            | Ortsmuseum KGS-Nr.: 12268                         | B    | S   | Holeerain 20 610089 / 265853         |              |
| BW   | Datei hochladen · Wikidata zu Schulhaus Spiegelfeld Nord (Q117846236)     | Schulhaus Spiegelfeld Nord KGS-Nr.: 16371         | B    | G   | Im Kugelfang 3 609676 / 264775       |              |